# 里平齊 (杜納伊夫齊區)
48°58′15″N 26°33′53″E / 48.97083°N 26.56472°E
里平齊（烏克蘭語：Ріпинці），是烏克蘭西部的村莊，隸屬赫梅利尼茨基州的卡緬涅茨-波多利斯基區。該村處於斯莫特里奇河畔，面積0.35平方公里，海拔高度232米，2001年人口77。